# Bambi Woods

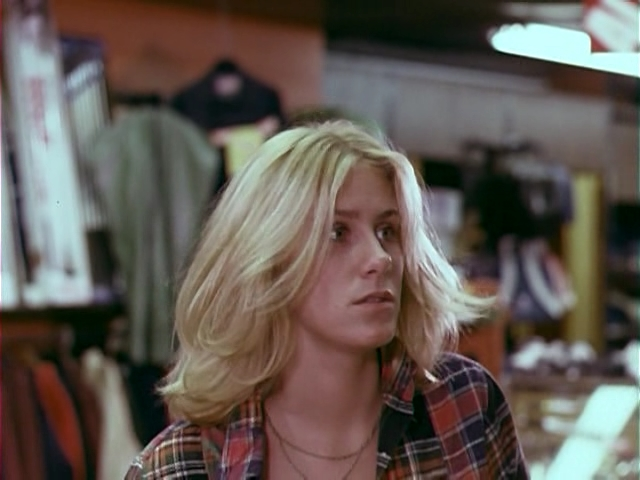
Bambi Woods im Film "Debbie Does Dallas" (1978)

Bambi Woods (* 12. Juli 1955 als Debra DeSanto in Pierre, South Dakota, USA) ist eine ehemalige US-amerikanische Pornodarstellerin.
Sie ist bekannt für ihre Rolle in dem 1978 von Jim Clarke gedrehten Klassiker Debbie Does Dallas, dem zwei Fortsetzungen, ebenfalls mit Woods, folgten. Der Film mit Bambi Woods war Gegenstand des Rechtsstreits Dallas Cowboys Cheerleaders, Inc. v. Pussycat Cinema, Ltd. In dem Wettbewerbsverfahren legte der Beklagte das Video von Debbie Does Dallas vor, welches ein Texas Cowgirl zeigt. Die Figur trägt eine Uniform, die denen der Dallas Cowboys Cheerleaders sehr ähnlich ist. Die Werbung zu dem Film zeigten die Figur in der Uniform und enthielten Titelzeilen wie „Starring Ex-Dallas Cowgirl Cheerleader Bambi Woods.“ Die Dallas Cowboys Cheerleaders erhoben Klage und behaupteten, dass sie Markenschutz an einer bestimmten Kombination von Farben und Design ihrer Uniformen hätten. Das Gericht gab dem Kläger Recht und erließ eine einstweilige Verfügung gegen den weiteren Vertrieb des Films.
Woods drehte insgesamt nur vier Filme. Der Klassiker Debbie Does Dallas war jedoch Vorlage für unzählige Spin-offs.
Unklar ist, ob sie heute noch lebt oder 1986 an einer Überdosis Drogen starb.

## Filme
- 1978: Debbie Does Dallas
- 1981: Swedish Erotica 12
- 1981: Debbie Does Dallas Part II
- 1985: Debbie Does Dallas III